# 赵晓苏
赵晓苏（1986年—），男，中国话剧演员。毕业于中央戏剧学院。代表作有电视剧《平凡的荣耀》、综艺《戏剧新生活》等。